# Taber Spani
Taber Chalee Spani (ur. 27 stycznia 1991 w Independence) – amerykańska koszykarka grająca na pozycji rzucającego obrońcy. 
Córka Gary'ego Spani, amerykańskiego futbolisty - linebackera Kansas City Chiefs w latach 1978-1986.
W sezonie 2013/2014 zawodniczka polskiego klubu Basket Ligi Kobiet – KSSSE AZS PWSZ Gorzów Wielkopolski